# Mimela foveola
Mimela foveola är en skalbaggsart som beskrevs av Eugène Benderitter 1929. 
Mimela foveola ingår i släktet Mimela och familjen Rutelidae. Inga underarter finns listade i Catalogue of Life.